# ゴールデンチェーンツリー

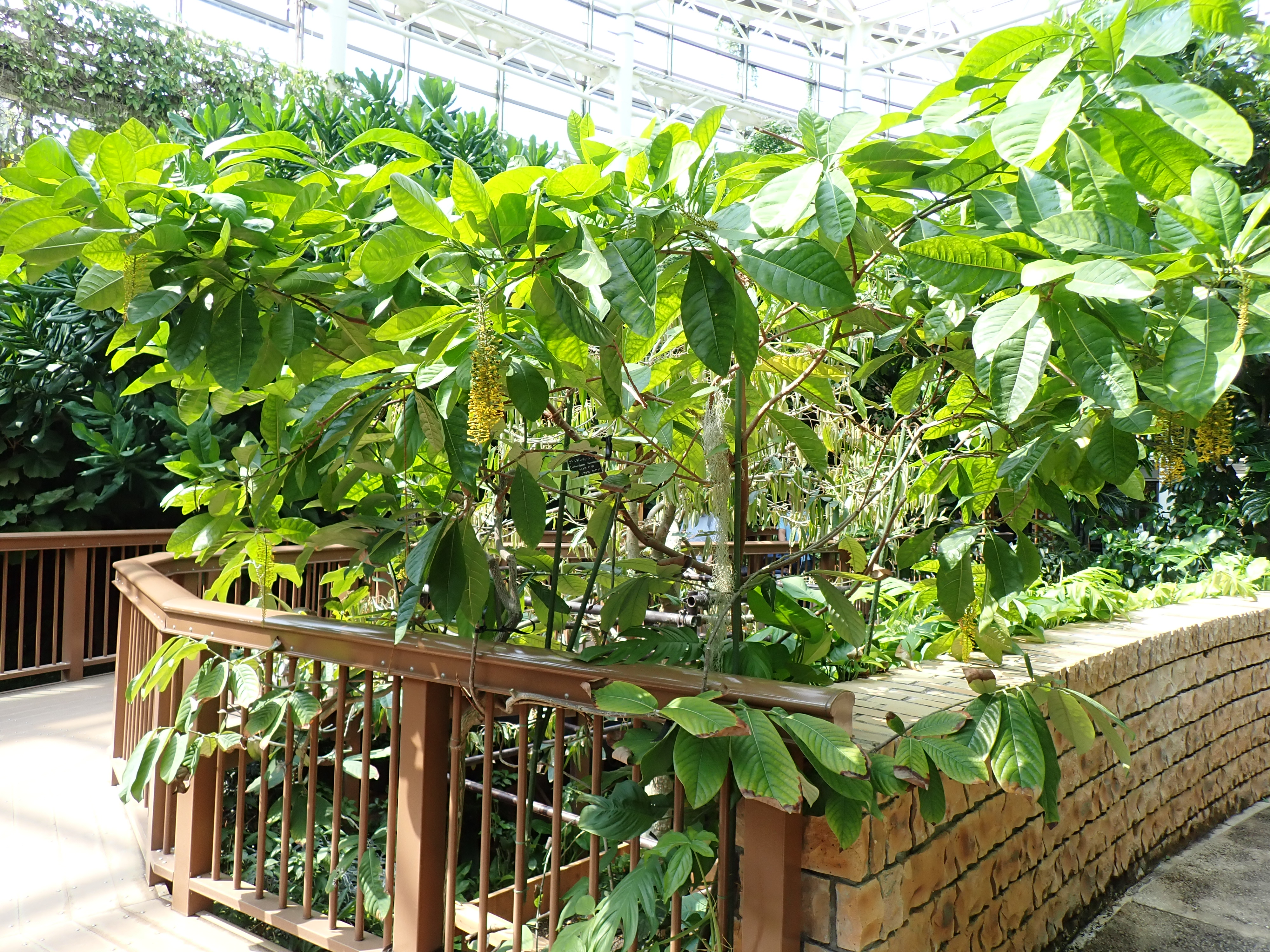
温室内への植栽（2024年10月 沖縄県本部町 熱帯ドリームセンター）

ゴールデンチェーンツリー（別名　オウゴンカンザシノキ、学名：Spachea lactescens）はキントラノオ科の半落葉高木。
本種は長年Lophanthera属とされてきたが、2024年の論文でSpachea属への新組合せが発表され、POWOにおける分類も改められたことから、本項における学名表記もこれに従う。

## 特徴
原産地では高さ15 mに達する。葉は倒卵形で大きく、長さ25 cm、幅15 cmほど。花は黄色で小さく径1.5 cmほどで、40 cm以上の垂下する長い花序に多数の花を咲かせる。花弁は5枚。

## 分布と生育環境
ブラジル～ウルグアイ原産、あるいはブラジルパラー州のタパジョース川下流域の熱帯雨林にごく稀に産するともされる。POWOではブラジル北部原産としている。